# Velikih pet faktorjev osebnosti in psihopatologija
Osebnost lahko dobro opišemo s petfaktorskim modelom osebnosti, ki vključuje dimenzije ekstravertnost, prijetnost/sprejemljivost, vestnost, nevroticizem in odprtost. Šlo naj bi za celovito teorijo, ki dobro opiše človeške lastnosti in dosega konsenz v iskanju temeljnih dimenzij osebnosti
Klasifikacija psihopatoloških motenj pa  je urejena v DSM (Diagnostic and Statistical Manual of Mental Disorder), trenutno je na voljo četrta revizija ali pa v MKB-10 Poglavje V: Duševne in vedenjske motnje (Mednarodna klasifikacija bolezni in sorodnih zdravstvenih problemov 10. revizija).
Osebnost je lahko s psihopatologijo povezana na štiri načine. V osnovi je lahko določena osebnostna poteza predispozicija za pojav psihopatologije, lahko pa je njena posledica. Oseba z določeno osebnostno potezo lahko neodvisno od nje trpi za določeno psihopatološko motnjo, ki se nato pojavljata skupaj. Ena lahko vpliva na pojavljanje druge, osebnostna lastnost na primer na izražanje in obravnavo psihopatologije. Zadnja možnost pa je ta, da imata osebnostna poteza in psihopatologija skupen vzrok in sta le manifestaciji latentne, skrite težave.
Osebnostne motnje po klasifikaciji DSM-IV spadajo na drugo os in se pogosto pojavljajo skupaj s kliničnimi sindromi iz prve osi. Komorbidnost motenj je umetno povzročena z uvrščanjem v ozke kategorije. V praksi je težko ločiti med dolgotrajno prisotnostjo sindroma in osebnostnim vzorcem. 

### Velikih pet in nekatere motnje
Rezultati metaanalize kažejo, da bi poznavanje osebnosti lahko pomagalo pri ustvarjanju prognoze, vendar bi potrebovali za potrditev več rezultatov vzdolžnih študij. Ocenjevanje osebnosti je koristno pri načrtovanju obravnave (Bagby idr., 2008; Quilty idr., 2008, v: Kotov, Gamez, Schmidt in Watson, 2010). Več študij je pokazalo, da je poznavanje osebnosti lahko v pomoč pri načrtovanju preventive in prepoznavanju oseb, ki imajo povečano tveganje za duševno motnjo. 
Rezultati metaanalize (Kotov, Gamez, Schmidt in Watson, 2010) so pokazali, da so duševne motnje v poprečju visoko povezane z osebnostjo. Vse motnje, ki jih je študija obravnavala (velika depresivna motnja, unipolarna motnja, distimija, generalizirana osebnostna motnja, posttravmatska stresna motnja, panična motnja, agorafobija, specifična fobija, obsesivno kompulzivna motnja in motnja odvisnosti od psihoaktivnih snovi) so bile povezane z visokim nevroticizmom, nizko vestnostjo in večinoma z nizko ekstravertnostjo, nekatere so bile povezane s povečano disinhibicijo. Sprejemljivost je pokazala negativne povezave le z motnjo odvisnosti od psihoaktivnih snovi, odprtost pa ni bila povezana z obravnavanimi motnjami. Nevroticizem ima najvišje povezave z obravnavanimi motnjami, vsi učinki so bili visoki in ni bilo velikih razlik med klastrom strahu in klastrom distresa. Avtorji se strinjajo s preteklimi ugotovitvami, da je nevroticizem poteza, ki je povečana pri klinični populaciji. Potrdili so tudi hipotezo, da so učinki nekoliko manjši pri ekstravertnosti, najmočneje je negativno povezana z distimijo in socialno fobijo. Učinki so bili manjši kot so jih pričakovali pri unipolarni depresiji, agorafobiji in veliki depresivni motnji. Veliki učinki so se pokazali tudi pri vestnosti, nizka vestnost se je povezovala s psihopatologijo, z vedenji, ki so povezana s slabim zdravjem in smrtnostjo (Bogg & Roberts, 2004; Roberts et al., 2007, v: Kotov, Gamez, Schmidt in Watson, 2010). 
Več metaanaliz (O’Connor, 2005; Samuel in Widiger, 2008; Saulsman in Page, 2004, v: Kotov, Gamez, Schmidt in Watson, 2010) je pokazalo povezave med osebnostnimi motnjami in normalno osebnostjo. Izkazalo se je, da osebnostni profili različnih motenj niso bili specifični, ampak so vsi vključevali visok nevroticizem in nizko vestnost. To je posledica tega, da obstaja velika komorbidnost med duševnimi boleznimi. Le 23% osebe, ki imajo diagnozo duševne bolezni poleg tega nima nobene druge posebnosti iz prve osi po Diagnostičnem statističnem priročniku. Čisti primeri motenj predstavljajo le manjšino med primeri. Osebnostni profil odvisnikov od psihoaktivnih snovi je bil različen od profilov ankisoznih in depresivnih motenj. Osebnostni profil pri motnji odvisnosti od psihoaktivnih substanc je sestavljen iz visoke disihibicije, nizke vestnost in nizke sprejemljivosti, povezave z nevroticizmom in ekstravertnostjo so šibke. Antisocialna osebnostna motnja je povezana z nesprejemljivostjo in nevestnostjo. Motnja odvisnosti od psihoaktivnih snovi je motnja pozunanjanja, anksiozne in depresivne motnje pa so motnje ponotranjanja, podatki tako podpirajo razliko med motnjami ponotranjanja in motnjami pozunanjanja v odnosu do osebnostnih potez. Motnje ponotranjanja si delijo genetsko podlago z nevroticizmom. Motnje pozunanjenja (predvsem motnja odvisnosti od psihoaktivnih snovi) pa so povezane z disihibicijo, nesprejemljivostjo in nevestnostjo in so odvisne od istih okoljskih dejavnikov.

### Slovenska raziskava
Musek je izvedel raziskave povezanosti med osebnostnimi potezami in psihično motenostjo na slovenskem vzorcu (2010). Korelacije psihične motenosti in petih velikih so bile najvišje pri nevroticizmu, nato pri vestnosti, introvertnosti in neprijetnosti (nizki sprejemljvosti).  Na podlagi raziskav je zaključil, da lahko prav vseh pet temeljnih dimenzij osebnosti tvori podlago psihopatoloških kategorij, še zlasti pa je pomembna vloga nevroticizma. Vpliva na splošno sindromatiko ter na kategorije potravmatske prizadetosti, samomorilnosti in travmatiziranosti. K splošni sindromatiki je prispevala tudi kombinacija nizke vestnosti, nizke ekstravertnosti in nizke sprejemljivosti. Splošna sindromatika se je v faktorski analizi združevala v generalni faktor psihopatološkega prostora, z njim pa so bile nasičene kategorije anksioznosti, shizofrenije, mejne motnje, depresivnosti in tudi agresivnosti ter stresa. Kombinacija nizke vestnosti in nizke sprejemljivosti je kazala na psihoticizem. Nizka vestnost se je povezovala s splošno psihično labilnostjo, nizka sprejemljivost s potravmatsko prizadetostjo, nizka ekstravertnost pa s potravmatsko prizadetostjo, travmatiziranostjo in samomorilnostjo. Odprtost se je kazala kot pospeševalec nekaterih motenj (npr. motenj zasvojenosti) in se povezovala z anskioznostjo in motnjami osebnostmi.

## Pregled po dimenzijah

### Nevroticizem
Vprašalnik NEO-PI-R vsebuje lestvico nevroticizem, ki je sestavljena iz 6 podlestvic: anksioznost, jezna sovražnost, depresivnost, nesproščenost, impulzivnost in ranljivost. Nevroticizem napoveduje količino stresa, ki nastane v medosebnih odnosih, spreminja vpliv stresa na življenje posameznika, napoveduje afektivne motnje in njihov dolgoročni izid. Cardiffova študija je pokazala, da so depresivni posamezniki imeli višji nevroticizem kot kontrolna skupina in več ogrožajočih stresnih dogodkov v zadnjih 12 mesecih. Statistično pomembna korelacija med številom dogodkov in nevroticizmom se je pokazala le pri nedepresivnih posameznikih iz kontrolne skupine. Ten Have in drugi (2004, v: Ormel, Rosmalen in Farmer, 2004) so odkrili, da ljudje z visokim nevroticizmom pogosteje prejmejo strokovno pomoč na področju duševnega zdravja in ko so že začeli z zdravljenjem, pogosteje obiščejo ustanovo. Če imajo čustveno motnjo iskanje pomoči še naraste. Obstajajo tudi povezave med telesnimi boleznimi in nevroticizmom. Jorm in drugi (1993, v: Ormel, Rosmalen in Farmer, 2004) so dobili korelacije med nevroticizmom in poročanju o simptomih telesnih bolezni (o katerih se osebno presoja), korelacije med nevroticizmom in objektivnimi merami telesnega zdravja so bile blizu nič. Obstajata dve razlagi, prva pravi, da so pacienti bolj pazljivi okrog zdravja, da so nekoliko hipohondrični in sodelovalni pri zdravljenju, druga razlaga pravi, da imajo nevrotični pacienti psihobiološke značilnosti, ki jih naredijo ranljive, npr. nezdrav življenjski slog, spopadanje s stresom.
Nevroticizem je povezan tudi z drugimi motnjami osebnosti in depresivnimi, aksioznimi, psihosomatskimi motnjami, motnjami odvisnosti, shizofrenijo… Različne poddimenzije nevroticizma se povezujejo različno z motnjami, npr. antisocialna motnja osebnosti je povezana z nizko izraženim samozavedanjem, mejna osebnostna motnja pa z visokim samozavedanjem, čeprav sta si v drugih aspektih nevroticizma podobni (Costa in Widiger, 1994, v: Benedik, 2000).
Patološko kopičenje stvari je značilno za nekatere bolnike z obsesivno kompulzivno motnjo. Kaže se v pridobivanju in nezmožnosti zavreči nepotrebne predmete. Vzroki so neznani in multimodalni. Kopičenje stvari je simptom različnih duševnih motenj, kaže se pri demenci, frontalnih medialnih lezijah, anoreksiji nervozi, najpogosteje je povezano z obsesivno kompulzivno motnjo, saj prizadene od 18% do 24% bolnikov. Kopičenje je negativno povezano z vestnostjo, kar je verjetno posledica primanjkljaja na področju procesiranja informacij o redu. Kopičenje je pozitivno povezano z nevroticizmom, vendar nevroticizem ni dober napovednik, ko v model vključijo poleg velikih 5 tudi druge spremenljivke, možno je, da je povezava posledica povezanosti med nevroticizmom in depresijo. Ekstravertnost ni bila statistično pomembno povezana s patološkim kopičenjem predmetov.

### Ekstravertnost
Ekstravertnost je osebnostna dimenzija, ki jo pri ljudeh zelo hitro opazimo. Raziskave poročajo predvsem o povezanosti visoko izražene ekstravertnosti in zadovoljstva z življenjem (npr. Costa in McCrae, 1980, v Avsec, 2007). V modelu Watsona in Clarka (1997, v: Avsec, 2007) Pri depresivnih pacientih se je pokazala nizka izraženost ekstravertnosti – torej višja introvertiranost ter višja nagnjenost k obsesivnemu razmišljanju kot pri zdravih pacientih Hirschfeld in Klerman (1979, v: Trull in Widiger, 1992) Introvertiranost se je (skupaj z emocionalno nestabilnostjo in nizkim samospoštovanjem) pri otrocih s psihiatričnimi motnjami povezovala z motnjami ponotranjenja  Introvertiranost pri otrocih se je povezovala z anksioznostjo preko visoke socialne inhibicije. Slednja lastnost je sicer povezana tudi z nevroticizmom. Nizka ekstravertnost, ki pomeni tudi malo pozitivnih emocij, se je povezovala z depresijo v otroškem vzorcu. Visoka ekstravertnost pa se je preko visoke aktivnosti povezovala ADHD-motnjo pozornosti in hiperaktivnosti ter proaktivnim in reaktivnim antisocialnim vedenjem

### Sprejemljivost
Avtorji Miller, Gaughan, J. Maplers in J. Price (2011) so preverili povezanost med sprejemljivostjo merjeno z vprašalnikom NEO-PI-R, vprašalnikom BFI, vprašalnikom HEXACO in med merami narcisizma in psihopatije. Povezave med sprejemljivostjo, narcisizmom in psihopatijo so odvisne od instrumenta, ki ga uporabimo za ocenjevanje osebnosti. Vprašalniki, ki temeljijo na vprašalniku NEO pokažejo višje korelacije med sprejemljivostjo in omenjenimi motnjami. Ti vprašalniki so pogosteje v uporabi na kliničnem področju. Pokazale so se negativne korelacije od 0,4 do 0,7 med sprejemljivostjo (NEO – PI – R) in narcisizmom in psihopatijo.
Raziskava je pokazala, da je mejna osebnostna motnja pozitivno povezana z nevroticizmom in negativno z ekstravertnostjo in sprejemljivostjo. Vse tri osebnostne poteze in značilnosti mejne osebnostne motnje napovedujejo funkcioniranje ljudi z motnjo v času. Osebnostne lastnosti postanejo boljši napovedniki od značilnosti motnje za funkcioniranje po 4, 6 in10 letih od začetka bolezni, značilnosti mejne osebnostne motnje pri 10 letih še prirastno napovedujejo funkcioniranje, tako lahko le delno potrdijo, da so bolj stabilne osebnostne lastnosti odgovorne za dolgoročnejše napovedovanje, manj stabilne lastnosti motnje pa za kratkoročno. Le ekstravertnost in sprejemljivost sta pomembno prirastno glede na lastnosti motnje napovedovala, kar kaže na socialni kontekst, ki posreduje med motnjo in funkcioniranjem. To nakazuje pomembnost pozitivnih in prilagoditvenih osebnostnih lastnosti, ki bodo zajete v priročniku DSM – V. Nevroticizem prirastno slabo napoveduje, kar je lahko posledica prekrivanja z neprilagojenimi lastnosti mejna osebnostne motnje. Rezultati študije kažejo potrebo po vključitvi osebnostnih lastnosti v diagnostiko po DSM – V, saj lahko tako osebnostne lastnosti kot ostale značilnosti motnje pomagajo napovedovati funkcioniranje posameznika v poteku motnje.

### Vestnost
Vestnost se negativno povezuje s psihopatijo v odrasli dobi (npr. Miller in sod., 2001, v Barker, Debus in Salekin, 2010). Pri mladostnikih pa se je pokazala povezanost med psihopatijo, ki se odraža v impulzivnosti, deviantnosti in nestabilnosti ter nizko vestnostjo, nizko sprejemljivostjo in visokim nevroticizmom (Lynam in sod., 2005, v Barker, Debus in Salekin, 2010). 
Pri otrocih naj bi se nizka vestnost zmerno povezovala z motnjami ponotranjenja- anksioznostjo ter depresivnostjo, predvsem preko nizkega občutka nadzora (De Clercq, De Fruyt , Mervielde in Van Leeuwen, 2005; v: De Pauw in Mervielde, 2010). Nizka izraženost te osebnostne dimenzije pa naj bi bila eden izmed glavnih korelatov motenj pozunanjenja, saj imajo nizko vestni otroci manj nadzora nad svojim vedenjem in manjšo sposobnost inhibicije, kar naj bi se povezovalo z motnjo pozornosti in hiperaktivnosti (skupaj z visoko ekstravertnostjo) ter antisocialnim vedenjem (De Pauw in Mervielde, 2010).

### Odprtost
Kljub temu, da ob omembi depresije, prej pomislimo na nevroticizem, kot pa na odprtost, se tudi določena faceta te osebnostne lastnosti povezuje s to boleznijo. Odprtost za fantazijo se povezuje s povečanim tveganjem za depresijo, medtem ko je imela odprtost za dejavnosti nasproten učinek in zmanjšuje tveganje (Andrews, 2010). Odprtost za fantazijo se kaže kot nagnjenost k sanjarjenju, skozi bogato domišljijo in nerealistično mišljenje, odprtost za dejavnosti pa v nepredvidljivosti in nekonvencionalnosti (Barker, Debus in Salekin, 2010). Nekatere študije (npr. Lynam in sod, 2005; Ross in sod., 2005, v: Barker, Debus in Salekin, 2010) kažejo negativno povezanost med odprtostjo za izkušnje in psihopatijo pri odraslih. Pri mladostnikih je prav tako negativno povezana s psihopatijo, vendar so bile korelacije majhne.  Tako naj bi bili tisti, ki trpijo za psihopatijo manj odprti za nove ideje, manj kreativni, kazali manj zanimanja za estetske vrednote. Imeli naj bi ožje usmerjeno mišljenje (Barker, Debus in Salekin, 2010). De Pauw in Mervielde (2010) nista odkrila povezave med odprtostjo za izkušnje in motnjami pozunanjenja in ponotranjenja pri otrocih.